# Adelasa Michiel
Adelasa Michiel, auch einfach Adelasa (* in Venedig; † Oktober 1144 ebenda), war eine Tochter des venezianischen Dogen Domenico Michiel und seiner Frau Victa. Sie heiratete den Nachfolger ihres Vaters im Amt, Pietro Polani, im Jahr 1130 und wurde als ducatrix bezeichnet. Diese später zu Dogaressa fortentwickelte Bezeichnung, die in der Form ductrix um 1000 erstmals in den Quellen auftaucht, nämlich bei Johannes Diaconus, wurde nach und nach zu einer Amtsbezeichnung, die beständig ihre Eigenschaften veränderte, ähnlich wie die männliche Form Dux, bzw. Doge sich rechtsinhaltlich überaus stark veränderte. Das Paar hatte zwei Söhne namens Guido und Naimerio.
Vita oder Victa, der Name von Adelasas Mutter, ist nur durch die Chronik Andrea Dandolos belegt. Sie brachte neben Adelasa einen Sohn zur Welt, nämlich einen Jungen namens Leachim, der den Vater drei Jahre als Vizedoge in dessen Abwesenheit vertrat, als dieser eine Kreuzzugsflotte führte. Leachims eigenhändige Unterschrift als „vice dux“ erscheint in einer Urkunde; sein Name stellt ein Anagramm des väterlichen Namens dar. Jedenfalls starb dieser Dogensohn wohl vor 1151 und hinterließ eine Reihe von Nachkommen. Andrea Dandolo schreibt zum Jahr 1129/1130 anlässlich der Beisetzung des Dogen, also von Adelasas Vater: „in sepulcra marmoreo ponitur quod Victa relicta eius fieri fecit“. Seine Frau „Victa“, Adelasas Mutter, war also diejenige, die für sein marmornes Grabmal sorgte.
Offenbar verfügte Adelasa über beträchtliches Vermögen, denn sie erscheint in einer Urkunde aus Chioggia nicht nur als Ehefrau des Dogen, eben als „Adelasa uxor tua [i.e. des Dogen]“, sondern auch als Eigentümerin von Salinen in der südlichen Lagune von Venedig. Nach dem Codice diplomatico padovano starb sie im Oktober 1144. Dieser Eintrag geht wiederum auf Giovanni Brunacci (1711–1772) zurück.